# Cantone di Brumath
Il Cantone di Brumath è una divisione amministrativa dell'arrondissement di Strasburgo-Campagna.
A seguito della riforma approvata con decreto del 18 febbraio 2014, che ha avuto attuazione dopo le elezioni dipartimentali del 2015, è passato da 21 a 22 comuni.

## Composizione
I 21 comuni facenti parte prima della riforma del 2014 erano:
- Bernolsheim
- Bietlenheim
- Bilwisheim
- Brumath
- Donnenheim
- Eckwersheim
- Gambsheim
- Geudertheim
- Gries
- Hœrdt
- Kilstett
- Krautwiller
- Kriegsheim
- Kurtzenhouse
- Mittelschaeffolsheim
- Mommenheim
- Olwisheim
- Rottelsheim
- Vendenheim
- La Wantzenau
- Weyersheim

Dal 2015 i comuni appartenenti al cantone sono i seguenti 22:
- Bernolsheim
- Bietlenheim
- Bilwisheim
- Brumath
- Donnenheim
- Eckwersheim
- Gambsheim
- Geudertheim
- Gries
- Hœrdt
- Kilstett
- Krautwiller
- Kriegsheim
- Kurtzenhouse
- Mittelschaeffolsheim
- Mommenheim
- Olwisheim
- Rottelsheim
- Vendenheim
- La Wantzenau
- Weitbruch
- Weyersheim